# Un privé sous les tropiques
Cet article concerne la série télévisée. Pour la chanson de Megadeth, voir Sweating Bullets.
Un privé sous les tropiques (Sweating Bullets ou Tropical Heat) est une série télévisée canadienne en 66 épisodes de 45 minutes, créée par Sam Egan et diffusée entre le 8 avril 1991 et le 18 avril 1993 sur le réseau CBS.
En France, la série a été diffusée à partir du 11 juillet 1992 sur Antenne 2.

## Synopsis
Cette série met en scène les aventures de Nick Slaughter, ancien agent de la DEA reconverti en détective privé sur une île des Caraïbes. Au cours de ses enquêtes, il est souvent aidé par Sylvie Girard, une ex-agent touristique.

## Distribution

### Acteurs principaux
- Rob Stewart : Nick Slaughter
- Carolyn Dunn (en) : Sylvie Girard
- Ian Tracey : Spider Garvin (saison 3)
- Ari Sorko-Ram : Sergent Gregory (saison 3)
- Pedro Armendáriz Jr. : Lieutenant Carillo (saison 2)
- John David Bland : Ian Stewart (saison 3)
- Eugene Clark : Ollie Porter (saison 1)

### Acteurs récurrents et invités
- Alon Nashman : Rollie (29 épisodes)
- Craig Urbani : Deke (19 épisodes)
- Zoë Fairbrother : Nicole (11 épisodes)
- Nicole Sherwin : Kiki (10 épisodes)
- Graeme Campbell : Rupert (6 épisodes)
- Tony Banana : Brother B (6 épisodes)
- Lisa Howard : Nancy / Faye Cavanaugh / Cass (3 épisodes)
- Lori Hallier (en) : Annie
- Daniel Pilon : Drake
- Denis Forest : Drew
- Eugene Robert Glazer : Colt
- Mia Kirshner : Cathy Paige / Sandy (2 épisodes)
- Barbara Tyson : Glenda Lee Haggerty
- Moira Walley-Beckett : Janice (2 épisodes)
- Gwynyth Walsh : Marissa
- Clark Johnson : Chaffey
- Cec Linder : Sid Grady
- Kaya McGregor : Molly
- Mary Beth Rubens : Lady Grace
- Gillian Vanderburgh : Cassie
- Jacqueline Voltaire : Grand-mère
- Jack Adalist : Davey Ray
- Mark Humphrey : Dr. Cooper
- Jim Fitzpatrick : Rip Chase
- Cali Timmins : Blaze
- Janis Lee : Bo

## Production
La première saison a été tournée à Puerto Vallarta, au Mexique, la deuxième à Eilat, en Israël, et la troisième à Pretoria, en Afrique du Sud.

## Épisodes

### Première saison (1991)
1. Un cas difficile (Hard Case)
2. Tricher n'est pas jouer (Fowl Play)
3. Mort sur la plage (Death's a Beach) (pilote)
4. Une affaire de famille (Family Affair)
5. Les Dés pipés (Roll of the Dice)
6. L'Épouse infidèle (Double Time)
7. L'argent n'a pas d'odeur (Forget Me Not)
8. Tout ça pour une chanson (For a Song)
9. Marissa (Marissa)

### Deuxième saison (1991-1992)
1. Traînée de poudre (The Mariah Connection)
2. La Maîtresse du mafioso (Mafia Mistress)
3. Une silhouette de rêve (A Perfect .38)
4. Le Trésor squelettique (Dead Men Tell)
5. Coffre plein (Big Brother is Watching)
6. Le Mannequin (This Year's Model)
7. Pris sur le vif (Writer Wrong)
8. La Fugue (Runaway)
9. Coup de bambou (Sex, Lies and Lullabies)
10. Une créature de rêve (She)
11. La mariée était trop belle (Tara, Tara, Tara)
12. Abandon (Abandoned)
13. Tromperies (Deceit)
14. Partie de campagne (Party Girl)
15. La Tête de Harry (Double Fault)
16. Une vie de chien (Alive and Kicking)
17. La Femme tatouée (Tattooed Lady)
18. Trafic surprise (Users)
19. Pris au piège (Frame Up)
20. Enquête en eaux troubles (Going to the Dogs)
21. Le Téléphone rose (Dial 9 for Murder)

### Troisième saison (1992-1993)
1. Tricher n'est pas jouer (Twice as Dead)
2. Mortelle substitution - 1re partie (Deadly Switch - Part 1)
3. Mortelle substitution - 2e partie (Deadly Switch - Part 2)
4. Les Risques du métier (Over My Dead Body)
5. Pour Suzanne (White Hot)
6. L'Envers du décor (Stranger in Paradise)
7. Le Champion et l'escroc (The Pro & the Con)
8. Autopsie d'une passion (Don't Say Nothin' Bad About My Baby)
9. Comme un poisson dans l'eau (Ocean Park)
10. Un père pas comme les autres (Jack of Diamonds)
11. Copains, copains (His Pal Joey)
12. Méfiez vous des apparences (Grasping at Shadows)
13. Le Dernier des mercenaires (The Last of the Magnificent)
14. La Victime (The Patsy)
15. Que le divorce soit avec vous (May Divorce Be with You)
16. Feedback hurlant (Feedback)
17. Des femmes et des abeilles (Basic Black)
18. Le meilleur reste à venir (Born Tomorrow)
19. L'Objet du désir (Object of Desire)
20. Manque de noblesse (Royal Pain)
21. Poison et jeunes dentelles (Poison Ivy)
22. In virto veritas (Massage in a Bottle)
23. Chasseurs de primes (Mutiny and the Bounty)
24. Vue sur le crime (Seen at the Crime)
25. Cœur volé (You Stole My Heart)
26. Peur des armes (Gun Shy)
27. Baiser mortel (Kiss Kiss Bang Bang)
28. Retrouvailles (Spider's Tale)
29. Cambriolages (Turning Screws)
30. Tess (Tess)
31. Aventures africaines (Deal of a Lifetime)
32. Le Secret de Katie (Katie's Secret)
33. Arnaque immobilière (Slummin' It)
34. L'Arnaque (Man with the Midas Touch)
35. Fruit défendu (Forbidden Fruit)
36. Classé X (Smut and Nothin' But)